# Canillo
Canillo (katalanskt uttal: [kəˈniʎu]) är en ort och en av Andorras sju parròquies (kommuner). Canillo ligger i nordöstra delen av furstendömet. Orten hade 2 280 invånare (2021). Kommunen (parròquia) hade 4 773 invånare (2021), på en yta om 121 km².
Canillo indelas i ett antal veïnats (grannskap): Canillo, Incles, Soldeu, Bordes d'Envalira, El Tarter, Sant Pere, Ransol, Els Plans, El Vilar, L'Armiana, L'Aldosa, El Forn, Prats, Meritxell och Molleres.